# Villaggio di Portella
Il villaggio di Portella è un insediamento preistorico nell'isola di Salina in Sicilia.

## Archeologia
Il villaggio si trova in un dislivello posto tra i 20 e i 300 m s.l.m. tra Santa Marina e capo Faro. Venne scoperto nel 1954 mentre ulteriori scavi sono stati effettuati dal 1999 al 2008. I reperti hanno poi permesso di allestire il Museo Civico di Lingua a Santa Marina Salina.
Gli scavi hanno messo in luce 25 capanne di forma circolare e ovale di circa 3-4 metri di diametro. Le mura sono state create con pietre a secco su spazi molto ristretti e difficili a causa della pendenza. Il villaggio infatti si sviluppa in livelli. All'interno sono stati ritrovati gli arredi e gli oggetti di vita quotidiana. Gli spazi erano delimitati da lastre e mensole in cui venivano risposti i vasi e altri oggetti. Il vasellame era modellato a mano, molti di essi erano grandi pithoi atti a raccogliere grandi quantità di acqua. Si è calcolato che il villaggio serviva per circa 200 persone.
Il villaggio appartiene alla cosiddetta facies della cultura del Milazzese.

## Galleria d'immagini

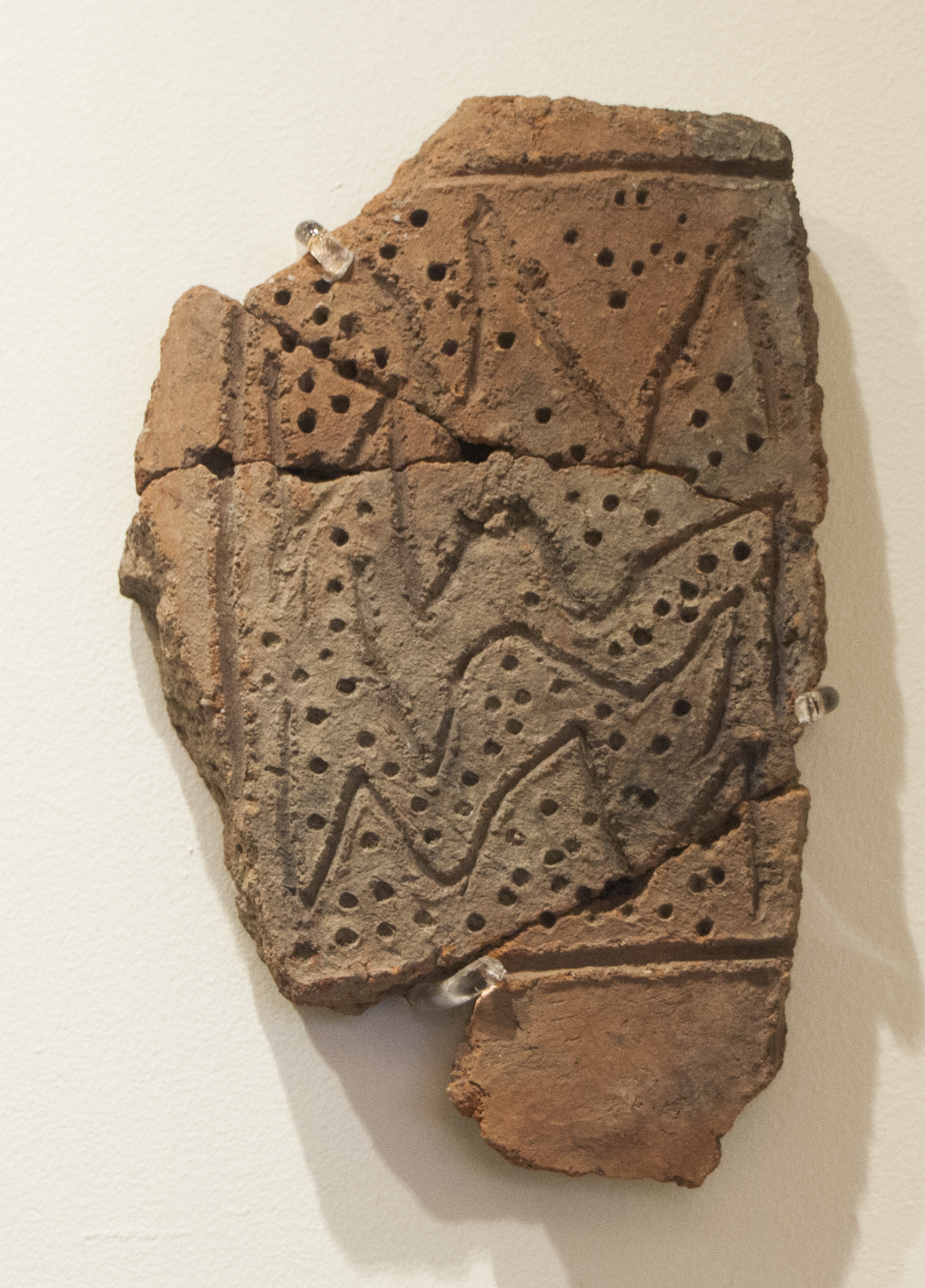
Ceramica egea di importazione
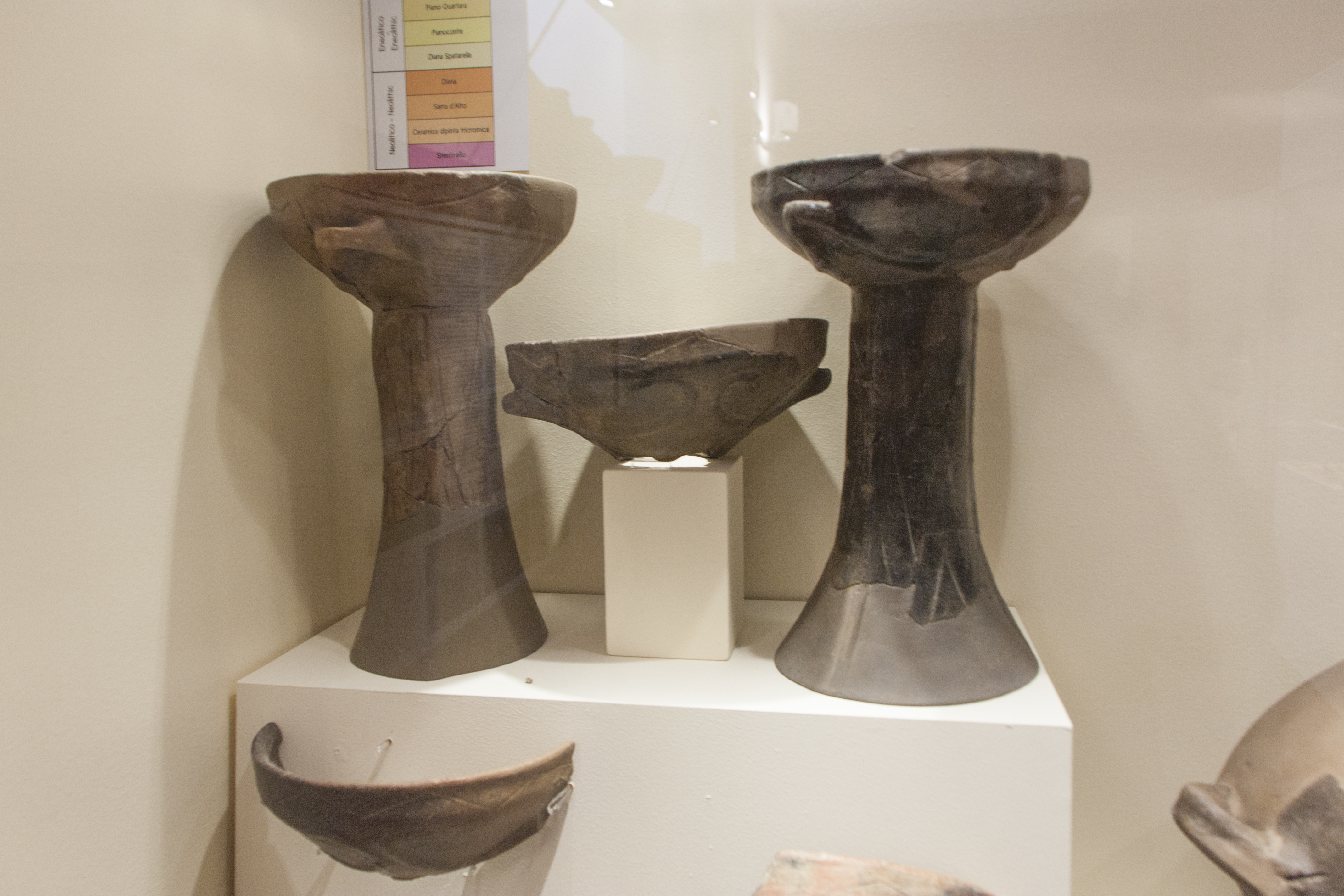
Coppe in ceramica su altopiede
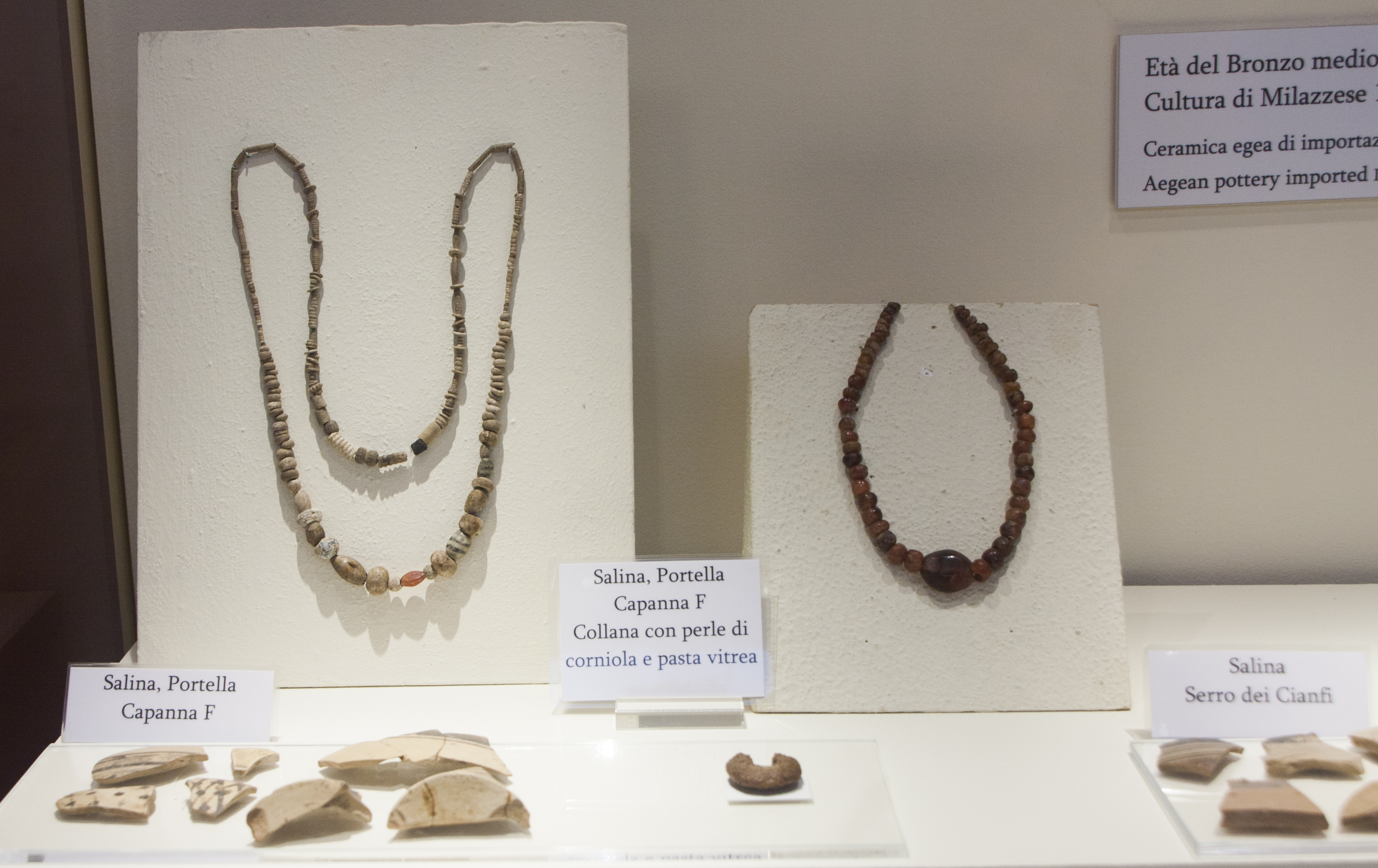
Collane
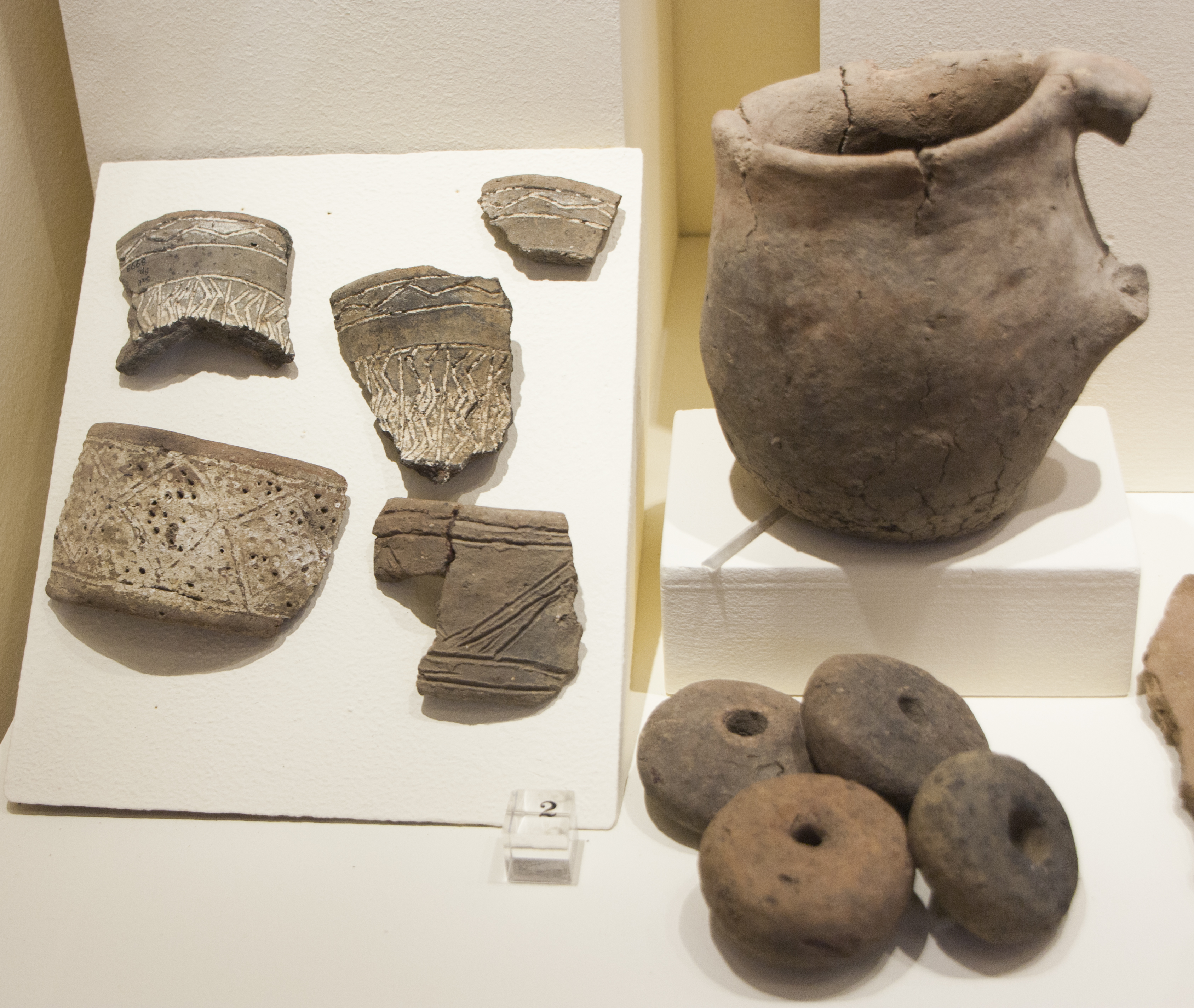
Reperti vari